# Onychogomphus assimilis
Onychogomphus assimilis là một loài chuồn chuồn ngô thuộc họ Gomphidae. Nó được tìm thấy ở Armenia, Gruzia, Iran, Thổ Nhĩ Kỳ, và Turkmenistan. Môi trường sống tự nhiên của nó là các con sông. Nó bị đe dọa do mất môi trường sống.